# Blake Island (Washington)
Blake Island (o Isla de Blake) es una isla del estado de Washington. Se encuentra en medio del Puget Sound, al norte de Vashon Island, al sur de Bainbridge Island y al este de Manchester.
El Parque Estatal de Blake Island es un parque marítimo de 1.9 km² (475 acres) con 8 kilómetros de línea de playa que proporcionan unas vistas magníficas a las Montañas Olímpicas y el horizonte de Seattle. Tiene un pequeño puerto y un pequeño número de boyas de amarre. El parque es únicamente accesible mediante barco turístico o privado. En el final norte de la isla se encuentra la Aldea Tillicum, una exhibición del arte, cultura y comida de los Indios de la Costa Noroeste.

## Historia
Blake Island fue usada como suelo de acampada por la tribu de los suquamish. En 1866 fue el lugar de nacimiento del Jefe Sealth, en honor del cual fue nombrada la ciudad de Seattle.
La isla fue avistada por primera vez por el explorador George Vancouver en 1792, como parte de su exploración del Puget Sound, aunque no le dio nombre.
En 1841, Lt. Charles Wilkes de la Expedición de Exploración de Estados Unidos le puso el nombre de Blake Island, aunque fue conocida localmente como Smuggler's Island durante un tiempo.
A mediados del siglo XIX, la isla fue talada por su madera. Durante la Prohibición, fue usada frecuentemente como refugio por los contrabandista de alcohol de Canadá.
William Pitt Trimble, un millonario de Seattle, compró Blake Island y la renombró como Trimble Island por un tiempo. Por 1917 él y su familia vivieron allí en una magnífica finca. Esto terminó en 1929, cuando su mujer Cassandra murió en un accidente en Seattle. Después de lo ocurrido, la isla fue abandonada y la casa fue deteriorándose. Trimble vendió Blake Island a una empresa de inversiones en 1936 y se retiró en Seattle.
En 1959, el estado de Washington convirtió la isla entera en un Parque Estatal.